# Himno de la bandera nacional de la República de China
El himno de la bandera nacional de la República de China (en chino tradicional, 中華民國國旗歌; pinyin, Zhōnghuá Mínguó Guóqígē; Wade-Giles, Chunghua Minkuo Kuochʻiko) es una canción patriótica que se interpreta típicamente durante el izamiento y arriado de la bandera de la República de China. En el país, el himno a la bandera suele interpretarse inmediatamente después del himno nacional durante las ceremonias de abanderamiento. También se interpreta en eventos deportivos internacionales como el Clásico Mundial de Béisbol y los Juegos Olímpicos, donde Taiwán participa oficialmente bajo el nombre de China Taipéi. Por lo tanto, la canción se considera, en efecto, un himno nacional secundario; los ciudadanos y aficionados de la República de China se ponen de pie cuando se interpreta y la saludan como si fuera el himno nacional.

## Historia

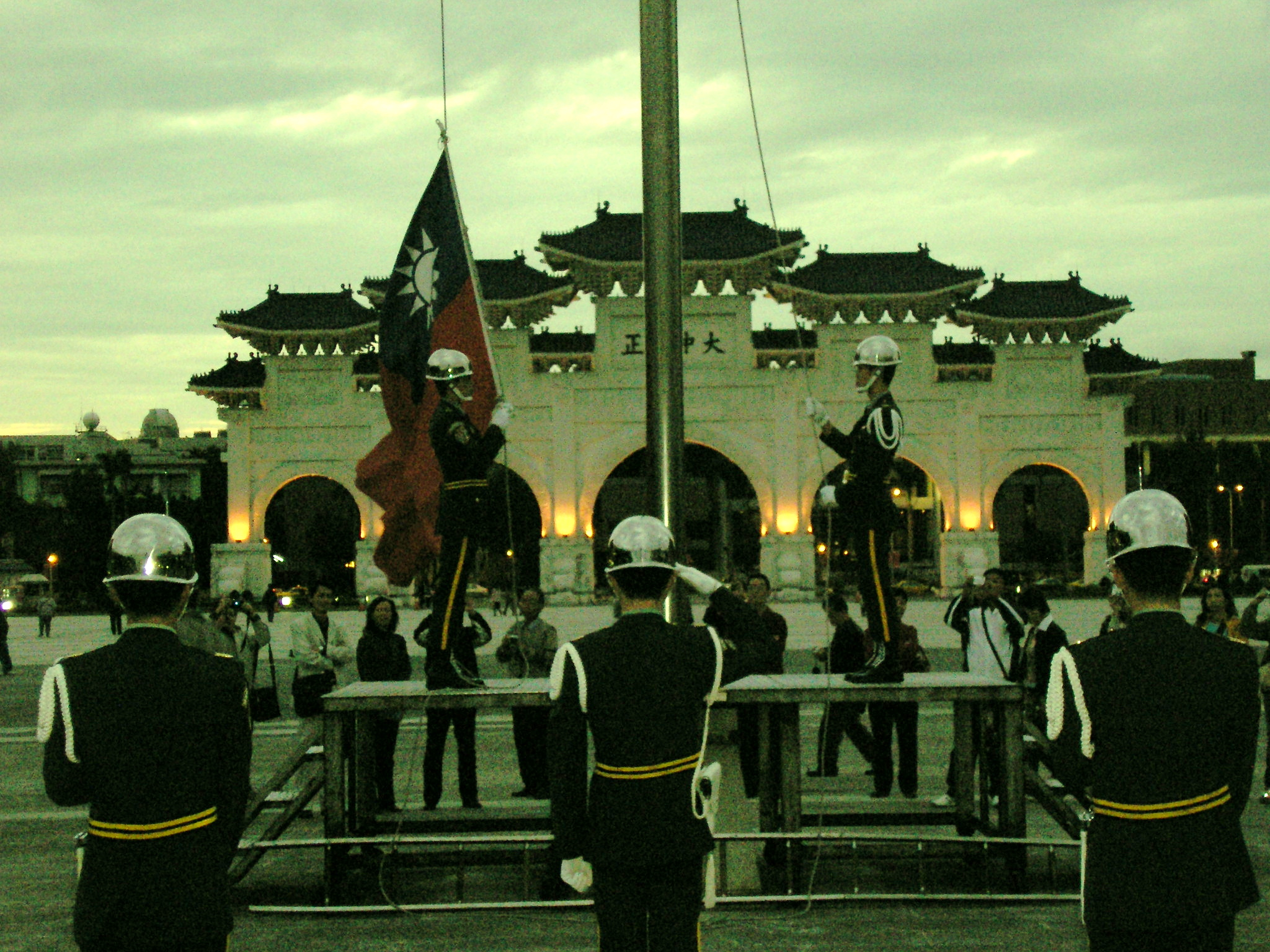
El himno nacional de la bandera es entonada durante la izada y la arriada de la bandera del país, esta ceremonia es realizada diaria en frente del Salón Conmemorativo de Chiang Kai-shek (aquí, la bandera es arriada por la Armada de la República de China).

Tras la conversión del himno del Kuomintang en el himno nacional de facto de la República de China en 1930, el Ministerio de Educación invitó a presentar propuestas para un nuevo himno nacional oficial. La música compuesta por Huang Tzu fue finalmente elegida en 1936, pero el Gobierno nacionalista se negó a adoptarla como himno nacional. Como solución de compromiso, el himno nacional se mantuvo sin cambios, mientras que la música de Huang Tzu se adoptó como himno nacional de la bandera, con letra escrita en chino clásico, generalmente atribuida a Tai Chi-tao, quien también había contribuido a la letra del himno nacional.

### Disputa del autor de la letra
Según Liu Yiling, de la Biblioteca Nacional de la República de China, existe una controversia sobre la autoría de la letra. En algunas publicaciones anteriores, se la atribuyó como obra anónima. Sin embargo, publicaciones posteriores la atribuyeron a Tai Chi-tao, quien compuso una canción titulada "Himno a la Bandera Nacional" en 1928. No obstante, esa obra era muy diferente de la versión actual. En 1929, Liang Desuo publicó "Cielo Azul, Sol Blanco y una Tierra Completamente Roja", y algunos le atribuyen la autoría del himno a la bandera nacional debido a la similitud entre esa obra y la letra actual.

## Uso

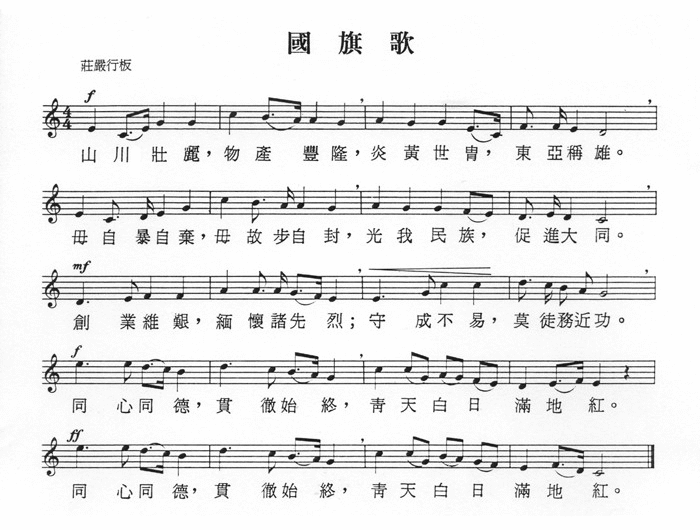
La partitura de la Canción Nacional de la Bandera.

Desde 1983, la canción fue usada en las competiciones Olímpicas en lugar del Himno Nacional debido a presiones por parte del Comité Olímpico Chino y del Comité Olímpico Internacional. Esto también hizo que se cambiaran los símbolos usados por Taiwán en las Olimpiadas, cambiando su nombre oficialmente por el de "China Taipei". Durante los Juegos Olímpicos de Verano de 2004, China Taipéi ganó sus primeras medallas de oro, y la Canción de la Bandera fue entonado en la izada ceremonial de la bandera del equipo ganador. Cuando fue presentado, la canción fue llamada oficialmente el "himno nacional de China Taipéi".
En las escuelas ubicadas en Taipéi, todas las mañanas la canción nacional de la bandera y el himno nacional son cantados antes de clase en una ceremonia al aire libre. Durante este momento, se iza la bandera nacional.

## Letras

### Chino
| 山川壯麗，物產豐隆， 炎黃世冑，東亞稱雄 毋自暴自棄，毋故步自封， 光我民族，促進大同。 創業維艱，緬懷諸先烈， 守成不易，莫徒務近功。 同心同德，貫徹始終，青天白日滿地紅 同心同德，貫徹始終，青天白日滿地紅！ |
| shān chuān zhuàng lì, wù chǎn fēng lóng, yán huáng shì zhòu, dōng yà chēng xióng. wú zì bào zì qì, wú gù bù zì fēng, guāng wǒ mín zú, cù jìn dà tóng. chuàng yè wéi jiān, miǎn huái zhū xiān liè, shǒu chéng bù yì, mò tú wù jìn gōng. tóng xīn tóng dé, guàn chè shǐ zhōng, qīng tiān bái rì mǎn dì hóng; tóng xīn tóng dé, guàn chè shǐ zhōng, qīng tiān bái rì mǎn dì hóng! |

### Traducción al español
| ¡Mira! ¡El glorioso paisaje con bienes abundantes! ¡Hijas e hijos de los Emperadores Yan y Huang cuentan como héroes de Asia Oriental! ¡No se desanimen! ¡No retrocedan! ¡Glorifiquen nuestra nación y trabajen hacia la armonía! ¡Crear la nación es difícil, así que recuerden a nuestros fundadores! ¡Mantenerla tampoco es fácil, así que mantengan la vista firme! ¡Con un corazón y un espíritu, sigan presionando hacia la meta! El Cielo Azul, Sol Blanco, y una Tierra Completamente Roja! ¡Con un corazón y un espíritu, sigan presionando hacia la meta! ¡El Cielo Azul, Sol Blanco, y una Tierra Completamente Roja! |